# Leïti Sène
Leïti Sène, nascut el 30 d’octubre del 1998, és un cantant i actor barceloní. És conegut per la seva música al grup Samxsen i els seus àlbums en solitari. També pels seus papers a sèries com Élite (sèrie de Netflix) i Benvinguts a la família (sèrie de TV3).

## Biografia
Leïti Sène va néixer el 30 d’octubre del 1998 a Barcelona, de mare catalana i pare senegalès. Va créixer al poble de Tiana amb sons pares i dos germans, essent ell el mitjà dels tres. Als 5 anys li van diagnosticar diabetis; però això no ha impedit que destaqui en el món de la dansa, on va guanyar premis des de jove. Amb el seu cosí Sam Davies van formar el grup samxsen, amb el qual va començar la seva carrera musical.

## Carrera musical
Desde la dansa va sorgir el seu interès en la música. Amb el seu cosí va formar el grup samxsen. En els seus inicis a la música urbana tenia un estil més rap.
En canvi va tirar més cap al món del trap i música alternativa/indie des-de que el 24 de desembre de l’any 2016, pengen la cançó “al pou” amb més de 100 000 visites al Youtube.
Després d’això veuen que té moltes més visites aquest estil i fan el seu primer àlbum Soulfulness Mixtape amb 4 cançons: “al pou”, “u got it”, “chill class” i “Afrodita”.
El 10 d’agost del 2018 publiquen el seu segon àlbum Gliese 581 C produït per Iseekarlo i Bexnil, amb 6 cançons: “#poshtales”, “pokemon”, “Bosanova”, “bonny n Clyde”, “724” i “Bedouin”. Tot aquest àlbum és amb un estil trap.
Al 2019 pengen “WMP” i que fa un punt i apart en la seva carrera com a artista ja que és la última que penja amb el seu grup samxsen.
A partir d’aquí Leïti Sène treballa més en solitari per buscar reptes diferents. El 30 de maig del 2019 Leïti Sène publica el seu primer àlbum en solitari JOËL produït per Iseekarlo i Enry-K amb 7 cançons. Un estil trap novament. La cançó amb més visualitzacions del disc és “GALARINA” amb col·laboració amb Aleesha. Al setembre d’aquell any publica “Mmm tkm” que supera el milió de visites al Youtube que després formaria part de l'àlbum que publica el 13 de febrer del 2020 TATIMU MIXTAPE produït per Iseekarlo i Bexnil, amb 6 cançons d’estil trap. El 8 de maig del 2020 publica el senzill “uwu” que supera el milió i mig de visites a Youtube i Spotify. El 27 de juliol de 2021 Leïti Sène publica el àlbum JÖM produït per Iseekarlo i Bexnil. Amb 12 cançons i col·laboracions amb el cantant espanyol Rojuu en la cançó “Lilo & Stich”, amb Polima WestCoast en la cançó “Ñam” i Sticky M.A. a la cançó “brujeria”.
Durant el llarg de la seva carrera el seu objectiu no és arribar a ser un gran artista en solitari sinó que ell juga amb les col·laboracions musicals amb artistes de tot tipus. Des-de cantants a productors, i és que ell el que vol és juntar el talent de molts artistes per fer una música molt diferent a la resta. Una música que expressi els sentiments del artista.
Leïti Sène afirma que per ell el trap són totes les coses que són “tabú” per la societat, com les armes, les drogues i el sexe. Per això li agrada tant fer-ho perquè des-de petit que sempre li han dit el que ha de fer.

## Discografia

### En grup
- Soulfulness Mixtape (2017)
- Gliese 581 C (2018)

### En solitari
- JOËL (2019)
- TATIMU MIXTAPE (2020)
- JÖM (2021)
- APOCALIPSI (2022)

## Senzills

### En grup
- “Gwap” (2017)
- “No proof” (2018)
- “WMP?” (2019)

### En solitari
- "GALARINA" (2019)
- “Mmm Tkm” (2019)
- “BCN PAR MAD” (2019)
- “uwu” (2020)
- “CJG” (2020)
- “RABBIT HOLE” (2020)
- “Feelings” (2020)
- “De lo mío” (2020)
- “T-Rex” (2021)
- “Vuitres” (2021)
- “#Spanishfeet” (2021)
- “Lilo & Stich” (2021)
- "Bitcoin" (2022)
- "Cuenta a 0" (2022)
- "RANGO II" (2023)
- "Jungle" (2023)
- "ABAMA Jr. Suite" (2023)
- "Na Nuevo" (2023)
- "SALMOS 23" (2024)
- "FREE ZAKARIA" (2024)
- "Barretina" (2024)

## Carrera com actor
Al 2018 Leïti Sène s'incorpora en un paper principal a la sèrie de ficció emesa per tv3 i després per Netflix, Benvinguts a la família amb 26 episodis. Al 2020 ho fa amb un personatge principal a la tercera temporada de la sèrie Élite de Netflix on interpreta a “Malik”.